# Freiheitsrechte
Freiheitsrechte bilden neben den Gleichheits- und den Verfahrensrechten sowie den Rechten auf politische und soziale Teilhabe eine Kategorie der Grundrechte.
Damit ein Staat völkerrechtlich anerkannt wird, muss er auf seinem Staatsgebiet die Staatsgewalt über sein Staatsvolk ausüben. Diese Macht des Staates steht jedoch im Gegensatz zur Freiheit des Einzelnen. Um ein Ausufern staatlicher Gewalt zu verhindern, werden in Rechtsstaaten die Eingriffsrechte des Staates begrenzt. Dies geschieht, indem dem Menschen subjektive Rechte gewährt werden. Diese dienen vornehmlich der Abwehr staatlichen Handelns, um Freiheiten, wie etwa das Leben, die persönliche Freiheit oder das Eigentum optimal nutzen zu können.
Im Zusammenhang mit der Terrorismusbekämpfung steht im 21. Jahrhundert besonders das Verhältnis der individuellen Freiheitsrechte zur inneren Sicherheit in der öffentlichen Diskussion.

## Historisch wichtige Entwicklungen

### England
Mit der Magna Carta wurden 1215 dem englischen Adel gewisse Rechte verliehen und schriftlich festgehalten. Dies gilt als wichtiger Schritt bei der Entwicklung von Freiheitsrechten. Dass sich nur die Adligen auf diese Rechte berufen konnten, änderte sich mit der Petition of Rights von 1628. In dieser forderte das Englische Parlament die Einhaltung der Rechte gegenüber allen Engländern.
Mit der Glorious Revolution und der Verabschiedung der Bill of Rights wurden den Bürgern die Freiheit gegeben, Waffen zu tragen.

### Amerika
Schon früh wurde in Amerika der Gedanke von Bürgerrechten aufgegriffen. Die General Fundamentals aus dem Jahr 1685 gaben den Bürgern ein Recht auf Leib, Leben, guten Namen und Besitz.
Mit der Virginia Declaration of Rights wurde den Bürgern besondere Rechte gegeben. Für Freiheitsrechte sind besonders Artikel 1 (Gleichheit und Freiheit aller Bürger), Artikel 12 (Pressefreiheit) und Artikel 16 (Religionsfreiheit) von Bedeutung.
Mit der Bill of Rights von 1789 wurden nach der Ratifizierung 1791 den Bürgern die Freiheitsrechte auf Meinungsäußerung, Religionsfreiheit, Pressefreiheit, Versammlungsfreiheit und das Recht zum Tragen von Waffen gewährt.

### Frankreich
In Folge der Französischen Revolution kam es am 26. August 1789 zur Erklärung der Menschen- und Bürgerrechte. Diese Erklärung sah alle Menschen als gleich und frei an (Art. 1). Es wurden zudem unantastbare Menschenrechte festgelegt:
- das Recht auf Freiheit,
- das Recht auf Eigentum,
- das Recht auf Sicherheit
- und das Recht auf Widerstand gegen Unterdrückung (Art. 2).

Diese Freiheit darf soweit ausgeübt werden, solange sie keinem anderen schadet (Art. 4). Zusätzlich werden noch die Religionsfreiheit (Art. 10), freie Meinungsäußerung (Art. 11) und das Eigentum (Art. 17) als besondere Rechte geschützt.

## Deutschland
In Deutschland spielte der Gedanke von Freiheitsrechten im deutschen Bauernkrieg eine wichtige Rolle, welche in den 10 Memminger Artikeln und den Zwölf Artikeln von Memmingen ihren Ausdruck finden. Diese Forderungen bezogen sich auf weite Teile des heutigen Deutschlands. Nur bei wenigen Grundherren fanden die im Heiligen römischen Reich deutscher Nation weit verbreiteten Artikel jedoch Anwendung.
Der erste Versuch eines gesamtdeutschen Katalogs von Freiheitsrechten waren die Grundrechte des Deutschen Volkes in der Paulskirchenverfassung von 1848. Diese beinhalteten die Freiheit der Person und des Geistes, Geistige und Religiöse Freiheit sowie die Freiheit des Eigentums.
Die Bismarcksche Reichsverfassung von 1871 enthielt keinerlei Grund- und Freiheitsrechte. Die Begründung hierfür war, dass solche Rechte in den Verfassungen der Länder sowie in besonderen Gesetzen geregelt seien.
Die ersten gültigen gesamtdeutschen Freiheitsrechte enthielt die Weimarer Verfassung von 1919. In ihr wurden das Verbot von Beschränkungen der persönlichen Freiheit, die Unverletzlichkeit der Wohnung, das Brief-, Post-, Telegraphen- und Fernsprechgeheimnis, die Meinungs- und Pressefreiheit, die Versammlungsfreiheit, die Vereinigungsfreiheit und das Recht auf Eigentum festgelegt. Einen Tag nach dem Reichstagsbrand wurden mit der Verordnung des Reichspräsidenten zum Schutz von Volk und Staat vom 28. Februar 1933 sämtliche Grundrechte „vorläufig“ außer Kraft gesetzt, was Grundlage der nationalsozialistischen Gewaltherrschaft bis 1945 war.
Um das besondere Gewicht der Grund- und Freiheitsrechte für die freiheitlich-demokratische Grundordnung zu verdeutlichen, wurden diese Rechte an den Anfang des Grundgesetzes für die Bundesrepublik Deutschland gestellt. Freiheitsrechte gelten in bestimmten Lebensbereichen, die entweder handlungsbezogen (z. B. „sich versammeln“ nach Art. 8 Abs. 1 GG) oder sachbezogen (z. B. „Kunst“ nach Art. 5 Abs. 3 GG) beschrieben sind. Primär begründen sie im jeweiligen Lebensbereich Handlungsfreiheiten, die aktiv ebenso wie passiv in Anspruch genommen werden können (Handeln, Unterlassen). In zweiter Linie gewährleisten sie subjektive Rechte, vornehmlich in Form von Abwehrrechten gegen staatliche Eingriffe.
Wichtige Freiheitsrechte sind danach:
- Allgemeine Handlungsfreiheit, Art. 2 Abs. 1 GG
- Recht auf Leben und körperliche Unversehrtheit (Art. 2 GG)
- Gewissensfreiheit, Art. 4 Abs. 1 GG
- Religionsfreiheit, Art. 4 Abs. 1 und 2 GG
- Meinungsfreiheit, Informationsfreiheit, Pressefreiheit, Rundfunk- und Filmfreiheit, Art. 5 Abs. 1 GG
- Kunstfreiheit, Wissenschaftsfreiheit, Forschungs- und Lehrfreiheit, Art. 5 Abs. 3 GG
- Versammlungsfreiheit, Art. 8 Abs. 1 GG
- Vereinigungsfreiheit, Art. 9 Abs. 1 GG
- Koalitionsfreiheit, Art. 9 Abs. 3 GG
- Brief-, Post- und Fernmeldegeheimnis, Art. 10 GG
- Freizügigkeit, Art. 11 Abs. 1 GG
- Berufsfreiheit, Art. 12 Abs. 1 GG
- Unverletzlichkeit der Wohnung, Art. 13 GG
- Eigentumsfreiheit, Schutz des Erbrechts, Art. 14 GG
- Verbot der Entziehung der deutschen Staatsbürgerschaft, Art. 16 Abs. 1 GG
- Auslieferungsverbot von Deutschen, Art. 16 Abs. 2 GG
- Petitionsrecht, Art. 17 GG

## Österreich und Schweiz
Sowohl die österreichische Bundesverfassung als auch die Schweizer Bundesverfassung enthalten dem deutschen Grundgesetz vergleichbare Rechte.

## Internationales Recht
Der 10. Dezember als Tag der Verkündung der Allgemeinen Erklärung der Menschenrechte im Jahr 1948 wird alljährlich als Internationaler Tag der Menschenrechte begangen.
Die Ratifikation der Europäischen Menschenrechtskonvention (EMRK) von 1950 ist Beitrittsbedingung für die Aufnahme in den Europarat.
Titel II, Art. 6–19  der Grundrechtecharta der Europäischen Union (GRCh) beinhaltet die Freiheiten.